# 北區政府合署
北區政府合署（英語：North District Government Offices）是香港一座政府合署，位於香港新界粉嶺璧峰路3號，樓高6層，上層是各政府部門的辦公室，地下是北區郵局，而停車場則設於1樓和建築物前的空地。
大樓內有北區民政事務處、北區區議會秘書處、地政總署的北區測量處、北區地政處、粉嶺郵政局、社會福利署的粉嶺社會保障辦事處和粉嶺綜合家庭服務中心等政府部門的辦事處。

## 資料來源
1. ↑  .   [2016-11-03]. （原始内容存档于2016-04-18）.
2. ↑  .   [2016-11-03]. （原始内容存档于2016-10-10）.
3. ↑  .   [2016-11-03]. （原始内容存档于2020-08-07）.
4. ↑  .   [2016-11-03]. （原始内容存档于2016-09-22）.
5. ↑  .   [2016-11-03]. （原始内容存档于2016-10-09）.
6. ↑  .   [2016-11-03]. （原始内容存档于2016-10-10）.

22°29′40″N 114°08′18″E / 22.4945795°N 114.13828°E